# 黔桂大苞寄生
黔桂大苞寄生（学名：Tolypanthus esquirolii）为桑寄生科大苞寄生属下的一个种。